# Nokia 7.1
Nokia 7.1，是一款运行Android操作系统的诺基亚品牌中高端智能手机。

## 规格

### 硬件
Nokia 7.1由高通骁龙636中央处理器驱动，分四种规格：「3GB RAM + 32GB ROM」、「3GB RAM + 64GB ROM」、「3GB RAM + 64GB ROM」、「4GB RAM + 64GB ROM」。除了内存和存储空间外，其他硬件参数没有差异。
显示面板为5.84英寸FHD+液晶屏，19比9。
后置摄像头1200万+500万像素，前置摄像头为800万像素。

### 软件
这款手机搭载了Android 8.1操作系统，并且其开发商HMD承诺Nokia 7.1提供两年系统更新和三年安全补丁更新。